# Jack Lambert (calciatore)
Jack Lambert (Greasbrough, 22 maggio 1902 – Enfield, 7 dicembre 1940) è stato un calciatore inglese.

## Carriera
Era un largo e robusto attaccante centrale proveniente da Greasbrough, vicino Rotherham (Yorkshire). Cominciò la sua carriera al Rotherham County nel 1922. Dopo poco firmò per il Leeds United, ma trascorse tre anni senza centrare alcun grande successo. Arrivò successivamente al Doncaster Rovers, dove, unitosi al club dal 1925, Lambert divenne un importante goleador. Giocando nello Yorkshire, si guadagnò l'attenzione di Herbert Chapman quando era allenatore dell'Huddersfield Town. Quando quest'ultimo si sedette sulla panchina dell'Arsenal, necessitò di un buon attaccante e acquistò quindi Lambert per 2000 £ nel giugno del 1926.
Egli debuttò con la maglia dell'Arsenal contro il Bolton Wanderers al Burnden Park il 6 settembre 1926, ma inizialmente a disagio, segnò solamente un goal nella prima stagione trascorsa lì; fu obbligato poi a giocare con Jimmy Brain per diversi anni. Comunque, riuscì a sfondare nella stagione 1929-1930, con l'aiuto del playmaker Alex James. Segnò così 18 volte in solamente 20 presenze, incluso il primo goal dei Gunners nella finale di FA Cup 1930 che vinsero contro l'Huddersfield Town.
La stagione successiva Lambert realizzò ancora più successi, segnando questa volta 38 reti in 34 partite, un record della squadra a quei tempi (successivamente battuto da Ted Drake) che includeva sette triplette. Quella stagione l'Arsenal vinse la Prima Divisione  per la prima volta nella sua storia. Lambert continuò a giocare in questo club per un altro po' di anni, andando in goal regolarmente; aiutò la squadra a raggiungere ancora la finale di FA Cup nel 1931-1932 (persa però contro il Newcastle Unted) e a vincere per la seconda volta il campionato inglese la stagione successiva.
Ma una volta superati i 30 anni, decise di cambiare aria e fu così venduto al Fulham, dove giocò per due anni prima di ritirarsi. A 38 anni ritornò all'Arsenal come allenatore delle riserve, ma rimase ucciso nel 1940 in un incidente d'auto.

## Palmarès

### Club

#### Competizioni nazionali
- Campionato inglese: 2

Arsenal: 1930-1931, 1932-1933
- Coppa d'Inghilterra: 1

Arsenal: 1929-1930
- Community Shield: 2

Arsenal: 1930, 1931